# Attention Shoppers!
Attention Shoppers! è il terzo album degli Starz, pubblicato nel 1978 per l'etichetta discografica Capitol Records.

## Tracce
1. Hold on to the Night – 3:19
2. She – 3:22
3. Third Time's the Charm – 4:36
4. (Any Way That You Want It) I'll Be There – 3:24
5. Waitin' on You – 3:24
6. X-Ray Spex – 3:29
7. Good Ale We Seek – 4:43
8. Don't Think – 3:46
9. Johnny All Alone – 7:31

Durata totale: 37:34

## Formazione
- Michael Lee Smith - voce
- Richie Ranno - chitarra
- Brenden Harkin - chitarra
- Peter Sweval - basso
- Joe Dube - batteria